# Кишертський район
Кишертський район (рос. Кишертский район) — адміністративно-територіальна одиниця в складі Пермського краю Росії.
Адміністративний центр району — село Усть-Кишерть. 

## Географія
Муніципальний округ знаходиться в південно-східній частині краю. Межує на півночі - з Березовським муніципальним округом, на заході - з Кунгурським районом, на півдні - з Суксунським міським округом Пермського краю, а на сході - з територією Свердловській області. Протяжність району з півночі на південь становить 30 км, а з заходу на схід - 50 км. Площа по обласним масштабами невелика і дорівнює 1401 км.

## Населення
Населення - 11 134 осіб (2020 рік).
Національний склад
За національним складом: росіяни - 95%, татари - 3%, решта - представники інших національностей. В основному татари проживають в селі Верхня Солянка.